# Главное управление по противодействию экстремизму МВД России
Главное управление по противодействию экстремизму Министерства внутренних дел Российской Федерации, также известное как Центр «Э» — самостоятельное структурное подразделение центрального аппарата Министерства внутренних дел Российской Федерации, осуществляющее в пределах предоставленных полномочий выработку и реализацию государственной политики, нормативное правовое регулирование в сфере противодействия экстремистской деятельности, а также выполняющее иные функции в соответствии с нормативными правовыми актами МВД России.
Является преемником антитеррористического подразделения МВД России — департамента по борьбе с организованной преступностью и терроризмом, также известного как Центр «Т».

## История
Главное управление по противодействию экстремизму Министерства внутренних дел Российской Федерации (ГУПЭ МВД России) образовано в соответствии с Указом Президента Российской Федерации о создании Службы по противодействию экстремизму системы МВД России от 6 сентября 2008 года № 1316.
Новое наименование получило в соответствии с Указом Президента Российской Федерации от 1 марта 2011 г. N 248 и с Приказом Министра внутренних дел Российской Федерации от 4 марта 2011 года.
Главное управление по противодействию экстремизму Министерства внутренних дел Российской Федерации является самостоятельным структурным подразделением, входящим в центральный аппарат Министерства внутренних дел Российской Федерации. В пределах своей компетенции оно осуществляет функции Министерства по выработке и реализации государственной политики и нормативному правовому регулированию, а также правоприменительные полномочия в области противодействия экстремистской деятельности и терроризму.
Главное управление является головным оперативным подразделением Министерства в сфере противодействия экстремистской деятельности и терроризму.

## Начальники
- генерал-полковник полиции Юрий Александрович Коков (1 ноября 2008 — 4 сентября 2012)
- генерал-майор полиции Тимур Самирович Валиуллин (4 сентября 2012 — 26 декабря 2018)
- генерал-лейтенант полиции Олег Владимирович Ильиных (с 8 февраля 2019)

## Задачи
В число задач входят:
- участие в формировании государственной политики в установленной области деятельности;
- участие в совершенствовании нормативного правового регулирования в установленной области деятельности;
- организация борьбы с преступлениями в установленной области деятельности;
- организационно-методическое руководство подразделениями по противодействию экстремизму главных управлений МВД России по федеральным округам, министерствам внутренних дел, главных управлений, управлений внутренних дел по субъектам Российской Федерации, управлений внутренних дел на железнодорожном, водном и воздушном транспорте, управлений (отделов) внутренних дел в закрытых административно-территориальных образованиях, на особо важных и режимных объектах;
- выявление и установление лиц, подготавливающих, совершающих или совершивших преступления террористического характера, преступления и правонарушения экстремистской направленности, а также лиц, осуществляющих содействие террористическим и экстремистским и организациям (сообществам);
- сбор, обобщение и анализ оперативной информации о лицах, причастных к деятельности экстремистских и террористических организаций (сообществ);
- осуществление мер совместно с подразделениями ФСБ России по предупреждению и пресечению деятельности организованных групп и преступных сообществ (преступных организаций) экстремистской направленности и террористического характера.

## Деятельность
Отдел «Э» является оперативным подразделением, осуществляющим оперативно-розыскную деятельность в рамках компетенции и выполняющим наряду с ФСБ России аналогичные функции по предупреждению и пресечению деятельности террористических и экстремистских организаций
Сотрудниками подразделений по противодействию экстремизму была пресечена деятельность нескольких десятков преступных группировок, совершивших тяжкие и особо тяжкие преступления насильственного характера по мотивам национальной, расовой, религиозной ненависти или вражды, в том числе вызвавшие широкий общественный резонанс.

## Оценка численности состава
Личный состав сотрудников ГУПЭ МВД России и подчиненных подразделений является государственной тайной.

## Звания и знаки различия подразделений по противодействию экстремизму
Несмотря на то, что сотрудники подразделений по противодействию экстремизму имеют ряд обширных полномочий в рамках осуществления деятельности по противодействию экстремизму и терроризму, в отличие от сотрудников ФСБ России, они не являются военнослужащими, а проходят службу в составе органов внутренних дел, в которых предусмотрено присвоение специальных званий сотрудников МВД, а не воинских званий.
Сотрудники Центров по противодействию экстремизму носят форму одежды, предусмотренную для сотрудников МВД России в соответствии с приказом МВД России от 17 ноября 2020 года № 777 «Об утверждении Правил ношения сотрудниками органов внутренних дел Российской Федерации форменной одежды, знаков различия и ведомственных знаков отличия».